# Eduardo Malásquez
Eduardo Malásquez (Lima, 13 ottobre 1957) è un ex calciatore peruviano.

## Carriera

### Club
Ha giocato nella prima divisione peruviana ed in quella colombiana.

### Nazionale
Ha partecipato ai Mondiali del 1982 e a due edizioni della Coppa America, rispettivamente nel 1983 e nel 1987; nel 1983 è anche stato capocannoniere del torneo.